# کلیرواتر (فلوریدا)
کلیرواتر (به انگلیسی: Clearwater) شهری در شهرستان پاینلاس ایالت فلوریدا است که در سال ۱۸۹۱ بنیان‌گذاری شده‌است. این شهر طبق سرشماری سال ۲۰۱۰ میلادی، ۱۰۷٬۶۹۷ نفر جمعیت داشته و مساحت آن نیز ۹۷٫۷ کیلومتر مربع است.